# فلورین آندونه
فلورین آندونه (رومانیایی: Florin Andone؛ زادهٔ ۱۱ آوریل ۱۹۹۳) بازیکن فوتبال اهل رومانی است.
از باشگاه‌هایی که در آن بازی کرده‌است می‌توان به کوردوبا، دپورتیوو لاکرونیا و برایتون اند هوو آلبیون اشاره کرد.
وی همچنین در تیم ملی فوتبال رومانی بازی کرده‌است.